# Barichneumonites australasiae
Barichneumonites australasiae är en stekelart som först beskrevs av Brulle 1846.  Barichneumonites australasiae ingår i släktet Barichneumonites och familjen brokparasitsteklar. Inga underarter finns listade.